# Ginástica artística nos Jogos Olímpicos de Verão de 2000 - Individual geral feminino
A final do individual geral feminino da ginástica artística nos Jogos Olímpicos de Verão de 2000, foi realizada em Sydney, na Austrália. Esse evento foi disputado no Sydney SuperDome.

## Medalhistas
| Ouro   | ROU Simona Amănar |
| Prata  | ROU Maria Olaru   |
| Bronze | CHN Liu Xuan      |

## Final
| Pos.              | Ginasta                   | Total  |
| ----------------- | ------------------------- | ------ |
| DSQ               | ROU Andreea Răducan       | 38.893 |
| Medalha de ouro   | ROU Simona Amănar         | 38.642 |
| Medalha de prata  | ROU Maria Olaru           | 38.581 |
| Medalha de bronze | CHN Liu Xuan              | 38.418 |
| 4                 | RUS Yekaterina Lobaznyuk  | 38.393 |
| 5                 | CHN Yang Yun              | 38.305 |
| 6                 | RUS Yelena Zamolodchikova | 38.268 |
| 7                 | UKR Olha Rozshchupkina    | 38.205 |
| 8                 | AUS Lisa Skinner          | 38.193 |
| 9                 | ESP Esther Moya           | 38.080 |
| 10                | RUS Svetlana Khorkina     | 37.929 |
| 11                | UKR Viktoriya Karpenko    | 37.874 |
| 12                | ESP Laura Martínez        | 37.829 |
| 13                | USA Elise Ray             | 37.661 |
| 14                | USA Amy Chow              | 37.592 |
| 15                | CAN Kate Richardson       | 37.530 |
| 16                | AUS Allana Slater         | 37.511 |
| 17                | ITA Martina Bremini       | 37.487 |
| 18                | ITA Monica Bergamelli     | 37.449 |
| 19                | USA Kristin Maloney       | 37.429 |
| 20                | BRA Daniele Hypólito      | 37.337 |
| 21                | ESP Sara Moro             | 37.330 |
| 21                | UKR Halina Tyryk          | 37.330 |
| 23                | GBR Lisa Mason            | 37.167 |
| 24                | FRA Delphine Regease      | 37.049 |
| DSQ               | CHN Dong Fangxiao         | 38.893 |
| 25                | ITA Adriana Crisci        | 36.886 |
| 26                | BLR Marina Zarzhitskaya   | 36.874 |
| 27                | JPN Kana Yamawaki         | 36.642 |
| 28                | CZE Jana Komrsková        | 36.618 |
| 29                | FRA Nelly Ramassamy       | 36.592 |
| 30                | FRA Alexandra Soler       | 36.498 |
| 31                | GBR Emma Williams         | 36.443 |
| 32                | CAN Yvonne Tousek         | 36.281 |
| 33                | BLR Alena Polozkova       | 36.162 |
| 34                | GBR Annika Reeder         | 16.536 |

Nota: DSQ = Desclassificada